# Суперлига Албаније у фудбалу
Суперлига Албаније (алб. Kategoria superiore) је професионална Албанска лига у Албанији највишег ранга. Основана је 1930. године под именом „Прва дивизија“ (алб. Kategoria e Pare). У првим сезонама, за титулу шампиона борило се 6 тимова, да би се од сезоне 1998/99. лига проширила на 16 тимова, и променила име у садашње. Од сезоне 1999/00, број „Суперлигаша“ је смањиван, прво на 14 тимова, од сезоне 2006/07. на 12 тимова, а од сезоне 2014/15. на 10 тимова.

## Историја
Прва лига Албаније је основана 1930. године, као лига највишег ранга у Албанији. До промене у лигашком систему долази 1998. године, када се оснива Суперлига Албаније, а Прва лига Албаније постаје други ранг такмичења. У лиги доминирају клубови из главног града Албаније, Тиране, а највише титула од свих је освојио ФК Тирана (њих 24), док се из осталих делова земље једино издваја Влазнија из Скадра.

### Прво фудбалско такмичење у Албанији 1911.
Иако још увек није потврђен као почетак фудбалских првенстава, албански историчари су недавно пронашли податке о првом шампионату у фудбалу одиграном у Албанији. То прво првенство је организовано по једноструком куп систему (без реванша). Победничка екипа је ишла даље, а поражена је испадала из даљег такмичења. Првенство је почело 7.априла 1911. са четвртфиналним мечевима, полуфинале је играно 11. и 12. априла, а финале је одигравано 14. априла. Све утакмице су одиграване у општини Рахије у Фјеру. Такмичило се 8 тимова, а победник је био Тирана.
У табелама испод се налазе резултати целокупног првенства:
| Клуб   | Четвртфинале | Клуб     |
| ------ | ------------ | -------- |
| Тирана | 9:4          | Елбасани |
| Каваја | 8:2          | Берати   |
| Пећина | 11:3         | Влора    |
| Фјер   | 4:0          | Лушња    |

| Клуб   | Полуфинале | Клуб   |
| ------ | ---------- | ------ |
| Тирана | 4:0        | Каваја |
| Фјер   | 2:16       | Пећина |

| Клуб   | Финале | Клуб   |
| ------ | ------ | ------ |
| Тирана | 6:1    | Пећина |

## Шампиони
| - 1930: Тирана - 1931: Тирана - 1932: Тирана - 1933: Скендербег - 1934: Тирана - 1935: није одржано - 1936: Тирана - 1937: Тирана - 1938-1944: није одржавано - 1945: Влазнија Скадар - 1946: Влазнија Скадар - 1947: Партизани Тирана - 1948: Партизани Тирана - 1949: није одржано - 1950: Динамо Тирана - 1951: Динамо Тирана - 1952: Динамо Тирана - 1953: Динамо Тирана - 1954: Партизани Тирана - 1955: Динамо Тирана - 1956: Динамо Тирана - 1957: Партизани Тирана |  | - 1958: Партизани Тирана - 1959: Партизани Тирана - 1960: Динамо Тирана - 1961: Партизани Тирана - 1962: није одржано - 1963: Партизани Тирана - 1964: Партизани Тирана - 1965: 17 Нентори Тирана - 1966: 17 Нентори Тирана - 1967: Динамо Тирана - 1968: 17 Нентори Тирана - 1969: није одржано - 1970: 17 Нентори Тирана - 1971: Партизани Тирана - 1972: Влазнија Скадар - 1973: Динамо Тирана - 1974: Влазнија Скадар - 1975: Динамо Тирана - 1976: Динамо Тирана - 1977: Динамо Тирана - 1978: Влазнија Скадар - 1979: Партизани Тирана |  | - 1980: Динамо Тирана - 1981: Партизани Тирана - 1982: 17 Нентори Тирана - 1983: Влазнија Скадар - 1984: Елбасани - 1985: 17 Нентори Тирана - 1986: Партизани Тирана - 1987: Партизани Тирана - 1988: 17 Нентори Тирана - 1989: 17 Нентори Тирана - 1990: Динамо Тирана - 1991: Фљамуртари Валона - 1992: Влазнија Скадар - 1993: Партизани Тирана - 1994: Теута - 1995: Тирана - 1996: Тирана - 1997: Тирана - 1998: Влазнија Скадар - 1999: Тирана - 2000: Тирана - 2001: Влазнија Скадар |  | - 2002: Динамо Тирана - 2003: Тирана - 2004: Тирана - 2005: Тирана - 2006: Елбасани - 2007: Тирана - 2008: Динамо Тирана - 2009: Тирана - 2010: Динамо Тирана - 2011: Скендербег - 2012: Скендербег - 2013: Скендербег - 2014: Скендербег - 2015: Скендербег - 2016: Скендербег - 2017: Кукеси - 2018: Скендербег - 2019: Партизани Тирана - 2020: Тирана - 2021: Теута |

## Успешност тимова
| Тим               | Број освојених титула | Број освојених других места | Сезоне у којима су освојили шампионат |
| ----------------- | --------------------- | --------------------------- | --- |
| Тирана            | 25                    | 13                          | 1930, 1931, 1932, 1934, 1936, 1937, 1964/65, 1965/66, 1968, 1969/70, 1981/82, 1984/85, 1987/88, 1988/89, 1994/95, 1995/96, 1996/97, 1998/99, 1999/00, 2002/03, 2003/04, 2004/05, 2006/07, 2008/09, 2019/20 |
| Динамо Тирана     | 18                    | 10                          | 1950, 1951, 1952, 1953, 1955, 1956, 1960, 1966/67, 1972/73, 1974/75, 1975/76, 1976/77, 1979/80, 1985/86, 1989/90, 2001/02, 2007/08, 2009/10                                                                |
| Партизани Тирана  | 16                    | 21                          | 1947, 1948, 1949, 1954, 1957, 1958, 1959, 1961, 1962/63, 1963/64, 1970/71, 1978/79, 1980/81, 1986/87, 1992/93, 2018/19                                                                                     |
| Влазнија          | 9                     | 12                          | 1945, 1946, 1971/72, 1973/74, 1977/78, 1982/83, 1991/92, 1997/98, 2000/01 |
| Скендербег        | 8                     | 3                           | 1933, 2010/11, 2011/12, 2012/13, 2013/14, 2014/15, 2015/16, 2017/18 |
| Теута Драч        | 2                     | 6                           | 1993/94, 2020/21 |
| Елбасани          | 2                     | 1                           | 1983/84, 2005/06 |
| Фљамуртари Валона | 1                     | 7                           | 1990/91 |
| Кукеси            | 1                     | 6                           | 2016/17 |
| Беса              | -                     | 2                           | - |
| Љуфтетари         | -                     | 1                           | - |
| Томори            | -                     | 1                           | - |

## Клубови у сезони 2012/13.
| Тим        | Град/Област | Стадион                 | Капацитет |
| ---------- | ----------- | ----------------------- | --------- |
| Аполонија  | Фјер        | Стадион Лони Папичију   | 7,000     |
| Беса       | Каваја      | Стадион Бесе            | 6,000     |
| Билис      | Балш        | Стадион Агуш Маца       | 6,500     |
| Влазнија   | Скадар      | Стадион Лоро-Борићи     | 14,200    |
| Кастриоти  | Кроја       | Стадион Кастриотија     | 3,500     |
| Кукеси     | Кукеш       | Стадион Зекир Имери     | 6,500     |
| Лачи       | Лач         | Стадион Лачија          | 3,000     |
| Љуфтетари  | Ђирокастра  | Стадион Суби Бакири     | 8,500     |
| ФК Тирана  | Тирана      | Стадион Селман Стермаси | 12,500    |
| Теута      | Драч        | Стадион Нико Дована     | 10,000    |
| Томори     | Берат       | Стадион Томорија        | 14,500    |
| Скендербег | Корче       | Стадион Шкендербеуа     | 7,000     |
| Фљамуртари | Влора       | Стадион Фљамуртарија    | 10,000    |
| Шкумбини   | Пећина      | Стадион Пећина          | 4,000     |

## УЕФА ранг листа националних лига за 2012. годину
У загради се налази позиција из претходне године. 
- 39  (39)  Македонска лига
- 40  (38)  Лига Казахстана
- 41  (40)  Лига Исланда
- 42  (43)  Црногорска лига
- 43  (42)  Куп Лихтенштајна
- 44  (44)  Албанска лига
- 45  (48)  Лига Малте
- 46  (46)  Лига Велса
- 47  (45)  Естонска лига
- 48  (49)  Лига Северне Ирске
- Комплетна УЕФА ранг листа за 2010/11. годину